# Bata (Gwinea Równikowa)
Bata – miasto w zachodniej części Gwinei Równikowej. Położone jest nad Zatoką Gwinejską. Jest ośrodkiem administracyjnym Prowincji Nadmorskiej. Według danych szacunkowych z 2015 roku liczyło około 312 tys. mieszkańców – będąc tym samym największym miastem kraju.
Jest portem wywozu kawy, ziarna kakaowego, orzechów palmowych, oleju oraz drewna. W mieście rozwinięty jest przemysł drzewny oraz cementowy. W Bata funkcjonuje port lotniczy.
7 marca 2021 roku doszło tu do serii eksplozji, w których zginęło 105 osób, a 615 zostało rannych.